# A Arte da Guerra de Sun Pin
A Arte da Guerra de Sun Pin é um antigo trabalho clássico chinês sobre estratégia militar escrito por Sun Pin, um alegado descendente de Sun Tzu que serviu como estrategista militar no estado Qi durante o período dos Reinos Combatentes. Segundo registros históricos da Dinastia Han, A Arte da Guerra de Sun Pin continha extensos 89 capítulos, com quatro volumes de ilustrações em anexo, mas perdeu-se até o fim da Dinastia Han Oriental. Como consequência, A Arte da Guerra de Sun Pin é por vezes confundida com A Arte da Guerra de Sun Tzu.

## Redescoberta das obras perdidas
Em 10 de abril de 1972, pedaços de bambu dos trabalhos de Sun Pin e de Sun Tzu foram desenterrados nos montes Yinque (cidade de Linyi, na província de Shandong). Devido à erosão natural, alguns dos pedaços de bambu foram danificados e dificultaram a interpretação. Após a coleta inicial e estudo por especialistas, o Cultural Relic Press publicou uma nova edição de A Arte da Guerra de Sun Pin, dividido em dois volumes, cada um contendo 15 capítulos dos 364 pedaços de bambu, com um total de 11 000 palavras.
Depois de uma década de pesquisas textuais e estudos, a Cultural Relic Press fez um grande ajuste para o livro: o segundo volume não foi considerado escrito por Sun Pin. O primeiro volume foi editado, e um capítulo detalhando cinco tipos de treinamento foi adicionado. A edição atual de A Arte da Guerra de Sun Pin contém 16 capítulos dos 222 pedaços de bambu, com um total de 4 891 palavras.

## Conteúdo

### Capítulo 1: Capturar Pang Juan
Descreve os quatro passos do estratagema utilizado na Batalha de Guiling:
1. Uma marcha para o sul, na fase inicial da guerra, a fim de evitar uma batalha decisiva com Pang Juan.
2. O lançamento de um falso ataque e fingindo recuo e a derrota em Pingling, o que reforçou a determinação de Pang Juan para atacar Handan.
3. Avanço direto sobre Kaifeng (capital de Wei) para forçar Pang Juan de voltar para resgatar Wei.
4. Emboscada em Guiling para destruir o inimigo em um movimento.

### Capítulo 2: Reunião com o Rei Wei
Sun Pin discute com Rei Wei de Qi sobre a guerra e afirma: "Só a vitória na guerra pode trazer autoridade e prosperidade". Sun acredita que a unificação historicamente progressista realizada na guerra tinha sido um importante meio de facilitar a apresentação de senhores feudais. Para iniciar uma guerra, é preciso ter "um armazenamento de materiais, uma causa justa para a guerra" e deve-se "estar bem-preparado antes de lançar um ataque". Sun também apontou que "Belicistas irão inevitavelmente perder, e aqueles que esperam para fazer uma fortuna fora da guerra também sofrerão derrota e desgraça".

### Capítulo 3: Rei Wei pede conselhos
Sun Pin aconselha Rei Wei e Tian Ji, envolvendo-os numa discussão abrangente sobre os seus pensamentos básicos sobre estratégia e táticas. O capítulo concentra-se em ataques resolutos sobre posições inimigas principais fracamente defendidas e sobre a filosofia militar de usar o Tao e princípios flexíveis para alcançar a vitória.

### Capítulo 4: Tian Ji pergunta como construir uma defesa
Situado na Batalha de Maling, Sun Pin e Tian Ji discutem os problemas de posições no campo de batalha em operações de campo. A combinação de terreno, armas e os tipos de soldados é enfatizada.

### Capítulo 5: Seleção dos melhores soldados
O capítulo contém comentários sobre os princípios básicos de construção e de como treinar um exército e sobre os fatores de comando de campo que determinarão a vitória ou a derrota. Sobre o tema da construção de um exército, Sun Pin centra-se no emprego dos melhores soldados em termos de comando de campo. Ele sublinha os "cinco fatores" que levarão à vitória constante:
1. O comandante que ganhou a confiança do soberano e tem um comando independente vai ganhar.
2. Aquele que conhece a arte da guerra vai ganhar.
3. Aquele que recebe apoio uniforme dos seus soldados vai ganhar.
4. Aquele cujos subordinados trabalham em conjunto e harmonia com os outros vai ganhar.
5. Aquele que é bom em análise e utilização do terreno vai ganhar.

Há também cinco corolários que levarão à derrota constante:
1. Aquele cujo comando é limitado pela soberania será derrotado.
2. Aquele que não conhece a arte da guerra será derrotado.
3. Aquele que não tem o apoio dos seus soldados serão derrotados.
4. Aquele cujos subordinados não trabalham em harmonia será derrotado.
5. Aquele que não sabe usar espiões será derrotado.

### Capítulo 7: Oito formações
Discutem-se os métodos de um comandante e os princípios da formação de batalha. Ele enfatiza que um comandante deve ser "bem versado em meteorologia e geografia. Ele também deve ter o apoio do seu povo em casa, enquanto a compreensão da situação real do seu inimigo. Em uma batalha direta, ele conhece bem os pontos básicos das oito formações. Se é uma certeza de vitória, ele vai lutar; se não tiver certeza, ele não deverá lutar." Sun Pin também enfatiza "que, no estabelecimento de uma formação, o exército pode ser dividido em três divisões. Em cada um, os melhores soldados devem ser colocados como uma vanguarda, e cada equipe deve ser seguida com uma reserva sustentável." Ele enfatiza "a divisão do exército em três equipes e engajar uma equipe em batalha em deixando os outros dois estritamente de defesa." Sun Pin diz que um exército deve tomar uma posição geográfica vantajosa para atacar o inimigo numa posição menos defensável: "Quando a terra é plana não deve haver mais carros armados; quando o terreno é difícil, mais cavalaria deve ser enviada: e quando é estreito e bloqueado, não deve haver mais arqueiros enviados."

### Capítulo 14: Organização de postos militares
O capítulo 14 é semelhante às regras e regulamentos militares dos séculos posteriores. Ele pode ser dividido em três partes:
1. Regulamento de organização e comando do exército, enfatizando que todos os tipos de organização, unidade e sistema devem preencher e adequadamente satisfazer os requisitos para a batalha.
2. Regulamento para operações militares em diferentes situações inimigas, terrenos diferentes e diferentes climas. O seu foco é enfatizar flexibilidade no comando e no emprego de soldados e sobre a necessidade de tomar decisões de acordo com a situação.
3. Regras específicas em marcha, camping, patrulhamento, guardando os preparativos de guerra e logística.